# Il preludio
Il preludio (The Prelude or, Growth of a Poet's Mind; An Autobiographical Poem) è un poema di William Wordsworth pubblicato nel 1850. L'opera è un'autobiografia poetica e filosofica in pentametri giambici a cui il ventottenne Wordsworth cominciò a lavorare nel 1798 e che non portò mai a compimento. 
Nel poema Wordsworth ripercorre la propria infanzia a contatto con la natura, l'educazione universitaria, i viaggi in Francia e Italia, i suoi primi anni a Londra e, soprattutto, la vocazione poetica. Considerato il capolavoro dell'autore, Il preludio fu dato alle stampe tre mesi dopo la morte di Wordsworth con un titolo scelto da Mary, la vedova del poeta.

## Genesi
Verso la fine degli anni 1790 Wordsworth, ispirato e incoraggiato da Coleridge, decise di scrivere un poema che potesse rivaleggiare con il Paradiso Perduto di Milton. La sua intenzione, come avrebbe scritto in seguito, era quella di "comporre un poema filosofico contenente opinioni sull'Uomo, la Natura e la Società" e che avrebbe avuto come soggetto "le sensazioni e le opinioni di un poeta che vive isolato". L'opera, un poema epico e filosofico dal titolo The Recluse (Il recluso) avrebbe dovuto essere in tre parti, ma quando Worsdworth morì all'età di ottant'anni soltanto le prime due, The Prelude e The Excursion, erano state portate a termine.

## Il testo
L'opera ci è pervenuta in tre versioni distinte: un primo testo del 1799 che conteneva quelli che sarebbero diventati i primi due libri de Il preludio, una versione del 1805 in tredici canti e la versione finale in quattordici canti stampata a pochi mesi dalla morte dell'autore nel 1850. Wordsworth lavorò a The Prelude per tutta la vita, apportando continue revisioni al testo. La gran parte della critica concorda sul fatto che il testo del 1805 sia quello qualitativamente migliore e che i rimaneggiamenti dell'autore nei quattro decenni successivi non fecero che danneggiare l'opera.

## Edizioni italiane
- Il Preludio, a cura di Massimo Bacigalupo, Collana Oscar, Milano, Mondadori, 1990, 2010, 2020